# یواس‌اس کنری (ای‌ام‌سی-۲۵)
یواس‌اس کنری (ای‌ام‌سی-۲۵) (به انگلیسی: USS Canary (AMc-25)) یک کشتی بود.